# Tswagare/Lothoje/Lokalana
Tswagare/Lothoje/Lokalana est une ville du Botswana.